# Orque (Terre du Milieu)
Pour les articles homonymes, voir Orque (homonymie).
Les Orques (Orcs ou ork en anglais ; également appelés Gobelins, voir plus bas) sont des créatures du légendaire de l'écrivain britannique J. R. R. Tolkien. En tant que créatures au service de Morgoth, le Seigneur des Ténèbres, puis, après sa chute, de son serviteur Sauron et de l’allié de ce dernier, le magicien Saroumane, les Orques représentent des antagonistes importants dans nombre de récits de la Terre du Milieu.
Les Orques vus par Tolkien constituent l'archétype de l'espèce humanoïde aux mœurs brutales popularisée par la fantasy littéraire, les jeux de rôle, les wargames et les jeux vidéo.

## Noms
En quenya, le mot pour « orque » est urko, pl. urqui, signifiant « esprit maléfique », c'est-à-dire quelque chose d'effrayant. En sindarin, le terme est orch, pl. yrch, et le terme Glamhoth « horde bruyante » est aussi employé. En khuzdul, la langue des Nains, le mot est rukhs, pl. rakhâs. Dans la langue des Drúedain, le mot est gorgûn.
Les termes Uruk et Uruk-hai, qui proviennent du noir parler, sont réservés à une race d'Orques particuliers, plus grands, plus forts, et à la peau noire.

### Orques et Gobelins
Les termes orque et gobelin sont synonymes dans le roman. Dans l'avant-propos du Hobbit, Tolkien explique que orque est la forme hobbite du nom désignant ces créatures, terme que Tolkien lui-même a traduit par gobelin. Dans Le Seigneur des anneaux, Orque est utilisé presque systématiquement, le terme de gobelin étant, pour Tolkien, trop connoté dans les contes populaires. Il apparaît néanmoins à plusieurs reprises, et toujours comme synonyme de orque. Par exemple :

« Il y avait quatre soldats gobelins de plus grande stature, basanés, aux yeux obliques, avec des jambes épaisses et de grandes mains. Ils étaient armés de courtes épées à large lame et non des cimeterres courbes habituels aux Orques ; et ils avaient des arcs d'if, semblable en longueur et en forme à ceux des Hommes. »

— J. R. R. Tolkien, Le Seigneur des anneaux
Même si un passage du Hobbit suggère le contraire :

« Contourner Grand’Peur par le nord vous mènerait en plein sur les contreforts des Montagnes Grises, qui
regorgent de gobelins, de hobgobelins et d’orques de la pire espèce. »

— J. R. R. Tolkien, Le Hobbit

### Orthographe et traduction
Dans ses écrits tardifs, Tolkien adopte l'orthographe Ork, principalement pour éviter de devoir utiliser l'adjectif Orcish (« orcien »), dont le c serait prononcé /s/ au lieu de /k/. Il utilise à la place l'adjectif Orkish (« orkien »).
La traduction du terme en français pose un problème, certains traducteurs choisissant d'adapter le terme en Orques là où d'autres conservent la forme originale Orc. Dans une de ses lettres, Tolkien utilise explicitement « des orques » comme traduction du terme sindarin yrch, mais quelques années plus tard, il écrit à son éditeur, au sujet de la traduction néerlandaise du Seigneur des anneaux, que « hobbit (et orc) appartiennent à ce monde, et ne doivent pas être modifiés […] ». Dans sa Nomenclature, un texte écrit à l'intention des traducteurs du Seigneur des anneaux, il indique que Orc est un terme westron et devrait en conséquence « être traduit dans la langue de destination ».

## Apparence
Les Orques sont des créatures humanoïdes laides et pourvues de crocs jaunâtres, généralement d'une taille inférieure à celle d'un homme. Beaucoup ont des jambes ou des bras tors, et leur sang est noir. Outre les mentions dans ses œuvres, Tolkien les décrit dans une de ses lettres :

« Ils sont (ou étaient) courts, larges, ont le nez plat, la peau jaunâtre, une grande bouche et les yeux bridés : en fait, des versions dégradées et repoussantes des moins agréables (pour les Européens) des types mongols. »

— J. R. R. Tolkien, Lettre à Forrest J. Ackerman

## Types d'Orques
De grandes différences existent entre les Orques. L'exemple le plus évident sont les Uruk-hai, plus forts, qui appelaient les Orques classiques snaga (« esclave »). En outre, Sauron semble avoir élevé des Orques spécialisés dans certains domaines, comme les soldats émérites Uruk-hai ou les « renifleurs » ou « traqueurs », plus petits et apparemment dotés d'un odorat surdéveloppé. Les Uruk-hai de Saroumane ont un physique différent de celui des Uruks de Sauron : ils sont plus grands et de proportions plus humaines, tandis que les seconds sont petits et ont de longs bras, comme le montre la comparaison entre Uglúk et Grishnákh.
Saroumane semble avoir élevé ses propres Orques modifiés, en croisant des Orques avec des Hommes, probablement des Dunlendings, pour obtenir des « Hommes-orques » et des « Orques-hommes », ce qui est dit être « son acte le plus abject ». Ces Semi-orques ressemblent beaucoup à des Hommes, mais au teint olivâtre et aux yeux louchants.

## Mœurs et culture
La culture orquine est peu développée dans les ouvrages de Tolkien. Ils ont une certaine science de la guérison, visible par exemple dans les moqueries des Orques adressées à Merry, qu'ils ont capturé, un certain sens de l'honneur — bien qu'à géométrie variable — ainsi qu'un sens de l'humour certain, quoique cruel, et ils aiment chanter : leur caractère semble finalement très humain.
Ils mangent toutes sortes de viande, mais ne pratiquent pas le cannibalisme, qui semble être un acte considéré comme grave : lorsque Grishnákh accuse les Uruks de Saroumane de manger « de la chair d'Orques », de violentes vociférations lui répondent.

### La reproduction des Orques
À la différence des orc-néas de Beowulf, aucune Orque femelle n'est mentionnée dans les écrits de Tolkien. Cependant, dans Le Silmarillion, il est dit que les Orques « se multipliaient comme les Enfants d'Ilúvatar » ; dans Bilbo le Hobbit, Bolg est dit être le fils d'Azog, et Gollum est dit avoir mangé un jeune enfant Orque (goblin-imp) peu avant de rencontrer Bilbon. Tolkien confirme dans une lettre que les Orques femelles existent.

### Les langues des Orques
Au Premier Âge, les Orques parlent une langue que Morgoth, linguiste talentueux, a créée et leur a enseignée. Seuls quelques mots, comme Golug, qui désigne les Ñoldor, apparaissent dans les écrits de Tolkien. Après la chute de Morgoth, à la fin du Premier Âge, les Orques s'égaillent et développent des dialectes propres à chaque tribu. Au Second Âge, Sauron forge une nouvelle langue, le noir parler, destinée à être parlée par tous ses serviteurs. Mais lorsqu'il est à son tour vaincu par la Dernière Alliance, cette langue tombe dans l'oubli et les Orques en viennent de nouveau à parler des dialectes divers, versions dégradées du noir parler incluant des éléments de westron, la langue commune, qui est utilisée pour la communication entre tribus.

## Origine des Orques
L'origine des Orques est un point difficile. Dans les premiers écrits de Tolkien concernant sa mythologie, les Orques sont conçus par Melkor à partir de boue (dans les Contes Perdus des années 1910-20) ou de pierre (dans la Quenta et les annales des années 1930).
Dans les années 1950, après la rédaction du Seigneur des Anneaux, émerge l'idée selon laquelle Melkor ne peut produire des créatures vivantes indépendantes de sa volonté, et dans les Annales d'Aman, il pose que les Orques sont issus d'Elfes corrompus et torturés par le Seigneur des Ténèbres. Christopher Tolkien a inclus ce passage dans son Silmarillion, en dépit d'une indication notée par son père indiquant qu'il fallait corriger cela, et que « les Orques ne sont pas elfiques ». Cette origine elfique pose en effet plusieurs problèmes : si telle est l'origine des Orques, ceux-ci devraient être immortels, ce qui n'est clairement pas le cas ; et à leur mort, ils devraient aller en Mandos et en ressortir après un certain temps, comme les autres Elfes.
Conscient de ces faiblesses, Tolkien envisage par la suite dans divers brouillons que les Orques ont une origine mêlée, elfique et humaine, puis une origine entièrement humaine, ce qui pose alors un problème de chronologie, car les premiers Orques apparaissent bien avant l'éveil des Hommes au début du Premier Âge. Il envisage alors de déplacer cet événement à une date largement antérieure, aux alentours de la chute d'Utumno, mais cette décision reste limitée à quelques textes et n'entraîne pas de réécriture majeure des textes constitutifs du Silmarillion, ce qui explique la raison du choix de Christopher Tolkien dans le texte publié.
Enfin, divers textes évoquent l'idée que certains capitaines orques sont des Maiar ayant assumé des formes d'Orques pour mieux les commander. L'un d'entre eux, un certain Boldog, apparaît dans plusieurs textes, dont le Lai de Leithian, mais Tolkien estime qu'il peut s'agir aussi d'un titre transmis, ou bien du nom de la race des Maiar ayant pris corps orquin.

## Histoire
Les Orques servent Morgoth à Angband au Premier Âge, puis Sauron au Mordor aux Second et Troisième Âges. À l'époque de la guerre de l'Anneau, certains servent Saroumane en Isengard. Morgoth comme Sauron exercent un contrôle mental très fort sur eux, ce qui est particulièrement visible lorsque ceux-ci sont vaincus : leurs troupes orquines, privées de maître, s'éparpillent stupidement. Les Orques ne sont cependant pas incapables d'agir seuls : au début du Second Âge et au cours du Troisième Âge, après la chute de Morgoth et tandis que Sauron ne s'est pas révélé, ils fondent de petits royaumes indépendants, en guerre incessante contre les autres races, mais aussi entre eux. On peut citer les cités orquines des Monts Brumeux, comme le mont Gundabad ou la Moria, tous deux pris aux Nains, ou Gobelin-ville, qui apparaît dans Bilbo le Hobbit. Cependant, même lorsqu'ils ne sont pas commandés par un esprit supérieur, les Orques restent des adversaires coriaces : il faut six années aux Nains (2793 - 2799 T.A.) pour les chasser des Monts Brumeux, et encore le sort de la bataille d'Azanulbizar reste-t-il longtemps indécis.

## Critique et analyse

### Influences de Tolkien
Orc ou Ork est un terme vieil anglais qui apparaît dans le poème épique Beowulf, où il fait référence aux monstres morts-vivants de la race de Grendel (orc-néas « orc-corpses »). Tolkien traduit Orc en « démon ». Il existe également une divinité romaine des enfers, parfois identifiée à Pluton, nommée Orcus.
Les Gobelins de Bilbo le Hobbit sont influencés, d'après Tolkien, par ceux du conte de George MacDonald The Princess and the Goblin (1872).

### Un paradigme de l'être immonde
Dans un article intitulé « L'âge des Hommes est terminé. Monde et insurrection des Orques dans le Seigneur des Anneaux » paru dans la revue Lundi Matin, l'Orque est pensé comme une forme paradigmatique de l'« être immonde », c'est-à-dire d'une forme de vie répugnante dont il faut se débarrasser pour préserver la vie elle-même. Cette opération résulte d'un paradoxe important : en effet, d'une part, les Orques ont été dépeints comme des êtres dont la violence et la répugnance les rendent antagonistes à la vie, et, d'autre part, ils constituent une « race » à part entière qu'il a fallu doter de comportements sociaux et traits culturels les rattachant au domaine du vivant. L'Orque, en tant qu'il serait cet être immonde par excellence, à la fois inclus et exclu du vivant, témoignerait de cette opération par laquelle un monde se fonde : c'est l'expulsion d'un surplus jugé immonde (littéralement « hors du monde ») qui donnerait dès lors sa forme à la Terre du Milieu.
Lors de la guerre russo-ukrainienne, les soldats russes ont pu être appelés « orques » par la population ukrainienne dès lors que le terme renvoie à des « créatures effrayantes et barbares ».

## Adaptations

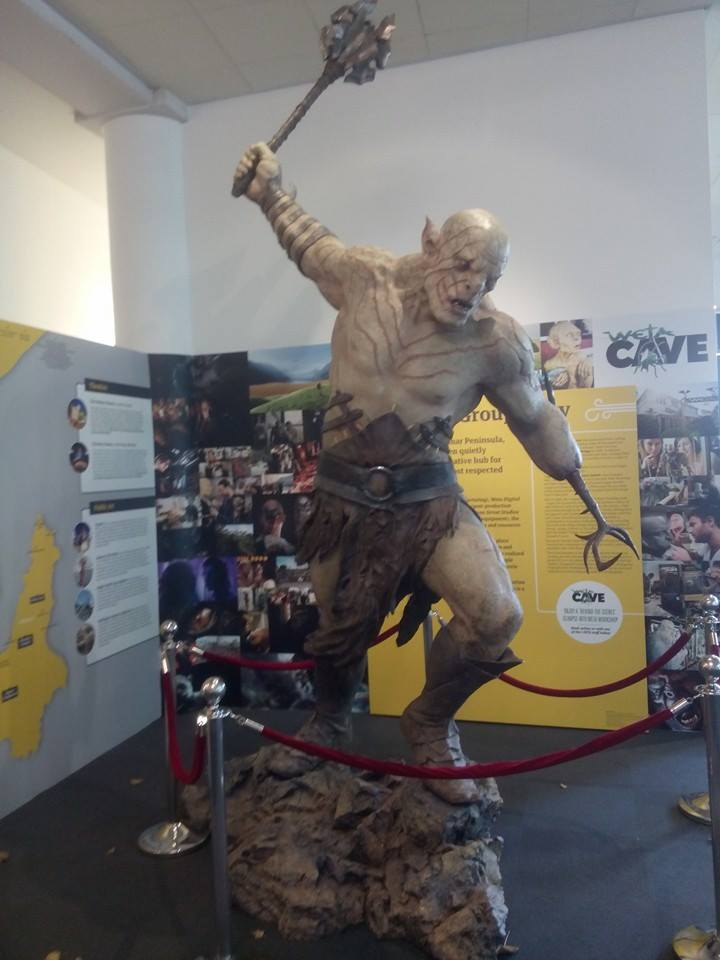
Azog, chef des Orques de la Moria, dans la trilogie Le Hobbit de Peter Jackson.

Certaines adaptations de l’œuvre de Tolkien font des Gobelins des créatures distinctes des Orques, en dépit des indications contraires de Tolkien : de façon sous-entendue dans les films de Peter Jackson, de façon plus évidente dans les jeux vidéo La Guerre de l'Anneau et La Bataille pour la Terre du Milieu II. Dans le premier, les Gobelins sont utilisables à côté des Orques communs et des Uruk-hai, et dans le second, les Gobelins sont une faction jouable.
Dans la trilogie du Hobbit de Peter Jackson, les Orques sont menés par Azog le Profanateur et pourchassent Gandalf, Bilbon et les Nains. Bolg, le fils d'Azog prend le relais et mène la troupe d'orques afin de tuer les Nains pour le compte de Sauron le Nécromancien. Les Gobelins quant à eux sont des créatures semblables aux Orques vivant à Gobelinville, à l'intérieur d'une montagne. Les Gobelins ont construit des mines et de nombreux ponts de bois pour amener leurs prisonniers aux pieds du trône de leur roi. Ils sont plus petits que les Orques mais leur roi est immense, il possède un gros menton flasque ainsi qu'une couronne de bois. Il est tué par Gandalf qui lui tranche le ventre. Grinnah est son bras droit.

## Influence sur lafantasyultérieure
Les Orques de Tolkien exercent une influence majeure sur le genre fantasy : ils sont les précurseurs des Orques et autres races semblables de divers univers ludiques comme ceux de Donjons et Dragons, Warhammer, les Royaumes oubliés ou Warcraft. Les Orques de ces jeux diffèrent souvent de ceux de Tolkien en ce qu'ils sont plus grands et souvent de carnation verte ou gris-verte.